# Primera División de Chile 1980
El Campeonato Nacional de Primera División de 1980 fue el torneo disputado en la 48.ª temporada de la máxima categoría del fútbol profesional chileno.
El torneo consistió en un campeonato a dos ruedas con un sistema de todos contra todos. Contó con la participación de 18 equipos, entre los que finalmente se consagró campeón Cobreloa, institución que obtuvo el primer campeonato de su historia, solo tres años después de su fundación, dejando en segunda posición a Universidad de Chile. 
Ambos cuadros iban empatados en puntaje hasta la penúltima fecha, en donde mientras Cobreloa obtuvo una victoria de visita por 2 goles a 0 ante Deportes Iquique, el conjunto laico empató a 1 gol ante Lota Schwager, con una dudosa mano en el área de Alberto Quintano, que fue cobrada por el árbitro Enrique Marín. Carlos González, volante del conjunto carbonífero, anotó el lanzamiento penal. En la última Fecha, Cobreloa derrota a Lota Schawger, mientras que la U pierde ante Audax Italiano, coronando como campeón al conjunto calameño.
En la parte baja de la tabla de posiciones, descendieron a Segunda División Coquimbo Unido, Lota Schwager, Santiago Wanderers y Green Cross-Temuco, a los que más adelante se unió Aviación tras caer en la Liguilla de Promoción, siendo esta su última participación en la máxima categoría del fútbol chileno.

## Equipos por región
| Región               | N.º | Equipos |
| -------------------- | --- | --- |
| Región Metropolitana | 8   | Audax Italiano, Colo-Colo, Deportes Aviación, Magallanes, Palestino, Unión Española, Universidad Católica y Universidad de Chile |
| Biobío               | 3   | Deportes Concepción, Lota Schwager y Naval                                                                                       |
| Valparaíso           | 2   | Everton y Santiago Wanderers |
| Tarapacá             | 1   | Deportes Iquique |
| Antofagasta          | 1   | Cobreloa |
| Coquimbo             | 1   | Coquimbo Unido |
| O'Higgins            | 1   | O'Higgins |
| Araucanía            | 1   | Green Cross-Temuco |

## Tabla final
| Pos | Equipo               | PJ | PG | PE | PP | GF | GC | Dif | Pts |
| --- | -------------------- | -- | -- | -- | -- | -- | -- | --- | --- |
| 1   | Cobreloa             | 34 | 17 | 13 | 4  | 51 | 25 | 26  | 48  |
| 2   | Universidad de Chile | 34 | 16 | 12 | 6  | 38 | 21 | 17  | 45  |
| 3   | Colo-Colo            | 34 | 16 | 10 | 8  | 76 | 40 | 36  | 43  |
| 4   | Deportes Concepción  | 34 | 15 | 11 | 8  | 64 | 49 | 15  | 41  |
| 5   | O'Higgins            | 34 | 15 | 10 | 9  | 47 | 32 | 15  | 40  |
| 6   | Unión Española       | 34 | 14 | 11 | 9  | 57 | 40 | 17  | 39  |
| 7   | Everton              | 34 | 13 | 10 | 11 | 53 | 43 | 10  | 36  |
| 8   | Magallanes           | 34 | 11 | 14 | 9  | 31 | 32 | -1  | 36  |
| 9   | Palestino            | 34 | 12 | 11 | 11 | 47 | 42 | 5   | 35  |
| 10  | Universidad Católica | 34 | 12 | 11 | 11 | 48 | 48 | 0   | 35  |
| 11  | Audax Italiano       | 34 | 11 | 12 | 11 | 40 | 40 | 0   | 34  |
| 12  | Naval                | 34 | 12 | 10 | 12 | 35 | 45 | -10 | 34  |
| 13  | Deportes Aviación    | 34 | 9  | 13 | 12 | 38 | 53 | -15 | 31  |
| 14  | Deportes Iquique     | 34 | 7  | 14 | 13 | 32 | 51 | -19 | 30  |
| 15  | Coquimbo Unido       | 34 | 5  | 15 | 14 | 30 | 52 | -22 | 25  |
| 16  | Lota Schwager        | 34 | 7  | 10 | 17 | 35 | 57 | -22 | 24  |
| 17  | Santiago Wanderers   | 34 | 5  | 13 | 16 | 35 | 52 | -17 | 23  |
| 18  | Green Cross-Temuco   | 34 | 5  | 8  | 21 | 26 | 61 | -35 | 18  |

PJ=Partidos jugados; PG=Partidos ganados; PE=Partidos empatados; PP=Partidos perdidos; GF=Goles a favor; GC=Goles en contra; Dif=Diferencia de gol; Pts=Puntos
|  | Campeón. Clasifica a la Copa Libertadores 1981. |
|  | Clasifica a la Liguilla Pre-Libertadores.       |
|  | Juega la Liguilla de Promoción.                 |
|  | Desciende a Segunda División.                   |

## Campeón
|                    |
| Cobreloa 1º Título |

## Liguilla Pre-Libertadores
| Pos | Equipo               | PJ | PG | PE | PP | GF | GC | Dif | Pts |
| --- | -------------------- | -- | -- | -- | -- | -- | -- | --- | --- |
| 1   | Colo-Colo            | 6  | 3  | 2  | 1  | 14 | 7  | 7   | 8   |
| 2   | Universidad de Chile | 6  | 3  | 2  | 1  | 6  | 6  | 0   | 8   |
| 3   | O'Higgins            | 6  | 3  | 1  | 2  | 8  | 7  | 1   | 7   |
| 4   | Deportes Concepción  | 6  | 0  | 1  | 5  | 4  | 12 | -8  | 1   |

PJ=Partidos jugados; PG=Partidos ganados; PE=Partidos empatados; PP=Partidos perdidos; GF=Goles a favor; GC=Goles en contra; Dif=Diferencia de gol; Pts=Puntos
|  | Clasifica a la final de desempate por la liguilla |

Final por la liguilla
| 3 de enero de 1981 | Universidad de Chile                   | 2:1 (0:1) | Colo-Colo                | Estadio Nacional, Santiago                                       |                                                                  |
|                    | Sandrino Castec 60' · Arturo Salah 86' |           | Severino Vasconcelos 42' | Asistencia: 74.747 espectadores Árbitro(s): Hernán Silva (Chile) | Asistencia: 74.747 espectadores Árbitro(s): Hernán Silva (Chile) |

## Liguilla de Promoción
Los 4 equipos que participaron en esa liguilla, tenían que jugar en una sola sede, en este caso en Iquique y lo disputaron en un formato de todos contra todos en 3 partidos. Los 2 ganadores jugarán en Primera División para el año 1981, mientras que los 2 perdedores jugarán en Segunda División para el mismo año mencionado. Lo curioso de esta liguilla, es que Deportes Iquique jugó esta Liguilla en su propia casa y logró el objetivo de mantenerse en Primera División.
| Pos | Equipo             | PJ | PG | PE | PP | GF | GC | Dif | Pts |
| --- | ------------------ | -- | -- | -- | -- | -- | -- | --- | --- |
| 1   | Deportes Iquique   | 3  | 2  | 1  | 0  | 4  | 2  | 2   | 5   |
| 2   | Deportes La Serena | 3  | 1  | 2  | 0  | 4  | 4  | 0   | 4   |
| 3   | Deportes Aviación  | 3  | 0  | 2  | 1  | 6  | 6  | 0   | 2   |
| 4   | Santiago Morning   | 3  | 0  | 2  | 1  | 2  | 3  | -1  | 2   |

PJ=Partidos jugados; PG=Partidos ganados; PE=Partidos empatados; PP=Partidos perdidos; GF=Goles a favor; GC=Goles en contra; Dif=Diferencia de gol; Pts=Puntos
|  | Jugarán en Primera División de Chile 1981 |
|  | Jugarán en Segunda División de Chile 1981 |

1º Fecha
| 13 de diciembre de 1980 | Deportes La Serena                    | 3 : 3 | Deportes Aviación                         | Estadio Municipal de Cavancha, Iquique |                             |
|                         | Torino · Hugo Iter · Claudio Gallegos |       | Ricardo Fabbiani · Arturo Jáuregui · Benê | Asistencia: -- espectadores            | Asistencia: -- espectadores |

| 13 de diciembre de 1980 | Deportes Iquique | 1 : 0 | Santiago Morning | Estadio Municipal de Cavancha, Iquique |                             |
|                         | Jaime Carreño    |       |                  | Asistencia: -- espectadores            | Asistencia: -- espectadores |

2º Fecha
| 17 de diciembre de 1980 | Deportes La Serena | 0 : 0 | Santiago Morning | Estadio Municipal de Cavancha, Iquique |  |
|                         |                    |       |                  | Asistencia: -- espectadores            |  |

| 17 de diciembre de 1980 | Deportes Iquique                    | 2 : 1 | Deportes Aviación | Estadio Municipal de Cavancha, Iquique |                             |
|                         | Víctor Hugo Sarabia · Jaime Carreño |       | Eleodoro Cornejo  | Asistencia: -- espectadores            | Asistencia: -- espectadores |

3º Fecha
| 20 de diciembre de 1980 | Deportes Aviación                | 2 : 2 | Santiago Morning               | Estadio Municipal de Cavancha, Iquique |                             |
|                         | Ricardo Fabbiani · José Calderón |       | Benjamin Pérez · Pedro Aravena | Asistencia: -- espectadores            | Asistencia: -- espectadores |

| 20 de diciembre de 1980 | Deportes Iquique | 1 : 1 | Deportes La Serena | Estadio Municipal de Cavancha, Iquique |                             |
|                         | Fidel Dávila     |       | Reyes              | Asistencia: -- espectadores            | Asistencia: -- espectadores |

- Deportes Iquique se mantiene en la Primera División para el año 1981 y Deportes La Serena asciende a dicha categoría, para la misma temporada mencionada. En tanto, Deportes Aviación descendió a la Segunda División para el año 1981 y Santiago Morning se mantiene precisamente en dicha categoría, para la misma temporada mencionada.

## Goleadores
| Jugador              | Equipo               | Goles |
| -------------------- | -------------------- | ----- |
| Carlos Caszely       | Colo-Colo            | 26    |
| Víctor Estay         | Unión Española       | 19    |
| Leonardo Zamora      | Everton              | 18    |
| Miguel Ángel Neira   | O'Higgins            | 16    |
| Liminha              | Coquimbo Unido       | 15    |
| Fernando Cavalleri   | Deportes Concepción  | 15    |
| Sandrino Castec      | Universidad de Chile | 15    |
| Ribamar Batista      | Audax Italiano       | 14    |
| Ricardo Fabbiani     | Deportes Aviación    | 14    |
| Héctor Pinto         | Unión Española       | 14    |
| Nelson Pedetti       | Cobreloa             | 12    |
| Carlos Rivas         | Colo-Colo            | 12    |
| Óscar Arriaza        | Universidad Católica | 12    |
| Severino Vasconcelos | Colo-Colo            | 11    |
| José Monsalves       | Deportes Concepción  | 11    |
| Carlos Esposito      | Lota Schwager        | 11    |
| José Bernal          | Magallanes           | 11    |
| Luis Ahumada         | Cobreloa             | 10    |
| Sergio González      | Palestino            | 10    |